# Blepharoneura quadristriata
Blepharoneura quadristriata är en tvåvingeart som beskrevs av Wulp 1899. Blepharoneura quadristriata ingår i släktet Blepharoneura och familjen borrflugor. Inga underarter finns listade.